# شوینکوو (استان اشوی‌داشکسیه)
شوینکوو (به لهستانی: Świnków) یک منطقهٔ مسکونی در لهستان است که در گمینا سمکوو واقع شده‌است. شوینکوو ۱۰۰ نفر جمعیت دارد.